# José González Bande
José González Bande (m. Madrid, 16 de gener de 1858) va ser un pintor i il·lustrador espanyol.
Natural de Madrid. Hom afirma que era anomenat «el nus de la Cuerda Granadina», una tertúlia cultura, social i artística de Granada, on era conegut pel sobrenom «El Pintador» o «El Pintaor». Principalment està documentat a la seva vila natal, on va a formar-se a la Reial Acadèmia de Belles Arts de Sant Ferran.
Va conrear sobretot els retrats, els tipus i les escenes populars, si bé també va col·laborar en diverses revistes il·lustrades. El 1854 va pintar diverses vistes d'Andalusia, per encàrrec de John Hobart Caradoc, l'ambaixador britànic a Madrid. Dos anys més tard, va participar en la primera Exposició Nacional de Belles Arts celebrada el 1856, on va presentar La venda d'un burro per uns gitanos, Interior d'una habitació de gallecs —ambdues propietat de l'esmentat Caradoc—, dos retrats sense títol, El camí de la glòria artística i El gaiter. Aquestes dues darreres obres van ser adquirides pel govern espanyol i van passar a la col·lecció del Museu del Prado. Aquest museu també conserva actualment l'obra Un artista malalt, amb la seva família, juntament amb el seu esbós preparatori, que van ser comprats originalment el 1965 pel Museu d'Art Modern.
Quant a les seves obres al Museu del Prado, El gaiter va estar a punt de desaparèixer a causa d'un incendi a la seu del Ministeri de Foment el 1872, mentre que El camí de la glòria artística, actualment es troba en dipòsit al Museu de l'Empordà. L'anàlisi que es fa d'aquesta obra, que mostra una escena familiar i de denúncia de la situació de pobresa dels artistes, se n'extreu que l'artista té un estil entre el romanticisme i el realisme.
Altres obres documentades són Sabater apedaçador de 1855, al Museu d'Història de Madrid, i una còpia d'un retrat de José de Molinuevo, de la col·lecció de Natalio Rivas.
Va ser professor interí i, després, catedràtic de dibuix de figura de l'Escola Superior de Pintura, Escultura i Gravat, vinculat a l'Acadèmia de Sant Ferran, i incorporat el 1857 a la Universitat Central de Madrid. Va ser deixeble seu el pintor d'animals Federico Jiménez Fernández.
Va morir a Madrid el 16 de gener de 1858. Va ser enterrat al cementiri de San Isidro.